# 苏兆登
苏兆登（1768年—1847年），字宴林，号朴园，山东沾化人。
幼时因为家贫，得当地私塾教师可怜收养并教书。乾隆六十年（1795年）中举人，嘉慶四年（1799年）中第一甲第二名进士（榜眼）。后历任翰林院编修、浙江道监察御史、江西南安府知府、军机章京、陕甘学政等职。他也出任云南乡试正考官、会试及顺天乡试同考官。道光元年（1821年）升任福建按察使，因回乡奔丧未赴任。后归故乡奉母十载，并寿终乡里。
其子苏敬衡为道光十六年（1837年）第一甲第三名进士（探花），当时以“父子二鼎甲”著名。